# Biegacz Linneusza
Biegacz Linneusza (Carabus linnaei) – chrząszcz z rodziny biegaczowatych występujący m.in. w Polsce, na terenach wilgotnych.
Biegacz Linneusza mierzy 16–22 mm. Poluje na inne owady, pająki, ślimaki, dżdżownice.